# حي خاو (إب)
حي خاو هو أحد أحياء عزلة خاو التابعة لمديرية يريم في محافظة إب اليمنية. يبلغ تعداد سكانه 5324 نسمة حسب التعداد السكاني في اليمن لعام 2004.